# Dāne-ye anjīr-e ma'ābed
Dāne-ye anjīr-e ma'ābed (em persa: دانه‌ی انجیر معابد), (bra: A Semente do Fruto Sagrado; prt: A Semente do Figo Sagrado) é um filme iraniano-franco-germânico de 2024, dos gêneros suspense político e drama, escrito, coproduzido e dirigido por Mohammad Rasoulof. A história é centrada em Iman, um juiz investigador do Tribunal Revolucionário em Teerã, que luta contra a desconfiança e a paranoia enquanto os protestos políticos em todo o país se intensificam e sua arma desaparece misteriosamente. É estrelado por Soheila Golestani, Missagh Zareh, Mahsa Rostami e Setareh Maleki. A narrativa fictícia é combinada com imagens reais dos protestos que foram violentamente reprimidos pelas autoridades iranianas. O filme foi distribuído na Alemanha como Die Saat des heiligen Feigenbaums, e na França como Les Graines du figuier sauvage.
O filme estreou em 24 de maio de 2024 no 77.º Festival de Cinema de Cannes e foi selecionado para competir pela Palma de Ouro em sua principal seção de competição, onde o júri lhe concedeu um Prêmio Especial. Antes de sua estreia, Rasoulof foi condenado a oito anos de prisão pelas autoridades iranianas. Ele fugiu com sucesso para a Alemanha e compareceu ao tapete vermelho em Cannes. O filme recebeu aclamação da crítica e ganhou o prêmio de Melhor Filme Estrangeiro no National Board of Review. Foi escolhido como o representante alemão da categoria Melhor Filme Internacional no 97.º Oscar.

## Enredo
Iman, um advogado devoto e honesto, mora com sua esposa Najmeh e suas filhas Rezvan e Sana. Ele foi recentemente nomeado juiz investigador no Tribunal Revolucionário em Teerã. A posição lhe proporciona um salário mais alto e um apartamento maior para sua família. À medida que os protestos políticos nacionais contra o governo autoritário se desenrolam, Iman descobre que não foi contratado por suas qualidades jurídicas. Espera-se que ele aprove os julgamentos apresentados a ele por seus superiores sem avaliar as evidências, incluindo sentenças de morte. Por esse motivo, ele é obrigado a permanecer anônimo. Ele é ordenado a reter informações de seus amigos e familiares que podem ser alvos como um meio de pressioná-lo. Espera-se que seus filhos fiquem longe das redes sociais. O governo lhe dá uma arma para a proteção de sua família, mas Iman está lamentavelmente despreparado para manusear a arma e não a armazena adequadamente em um compartimento seguro na casa.
À medida que os protestos políticos em todo o país se intensificam, a vida de Iman é permeada por desconfiança e paranoia. Os protestos o forçam a assinar centenas de sentenças de morte por dia. Enquanto isso, Rezvan e Sana acompanham os protestos horrorizados em seus celulares. As duas filhas acabam se rebelando contra o pai na mesa de jantar. Ele as repreende por suas sensibilidades feministas, que ele descarta como propaganda inimiga. Najmeh, que é tão devota quanto Iman, aconselha suas filhas a ficarem longe de seus amigos revolucionários. O relacionamento entre pais e filhas se deteriora cada vez mais. Quando Sadaf, um bom amigo de Rezvan, leva um tiro no rosto na rua durante uma manifestação contra o hijab obrigatório, Najmeh e suas filhas prestam primeiros socorros em seu apartamento. Elas decidem manter o incidente em segredo de Iman. Pouco tempo depois, Sadaf é preso.
Ao mesmo tempo, a arma de Iman desaparece misteriosamente e ele começa a desconfiar das mulheres de sua família, acreditando que uma delas a pegou e está mentindo para ele. Ele força as duas filhas e sua esposa a se encontrarem com seu colega Alireza para interrogatório. Iman justifica esse tratamento dizendo que não se sente mais seguro em sua própria casa, pois não pode mais confiar em sua família. O nome, a foto e o endereço de Iman são revelados nas redes sociais. Para sua própria proteção, ele decide dirigir com sua esposa e filhas para sua casa de infância nas montanhas. Antes de partir, um colega lhe dá uma arma extra para proteção.
Durante o passeio de carro, a família encontra um casal que reconhece Iman. Uma perseguição de carro acontece, enquanto Iman os tira da estrada e os ameaça com a nova arma. Enquanto esse confronto acontece do lado de fora do carro, Sana revela à irmã que pegou a arma original do pai e a tem agora.
Na casa da infância, Iman coloca sua família em julgamento. Ele interroga as mulheres e tenta forçá-las a confessar na frente de uma câmera. Para tentar proteger sua mãe e irmã, Rezvan confessa falsamente ter escondido a arma. Iman tranca Rezvan e Najmeh, mas Sana escapa com a arma. Depois de armar uma armadilha, ela consegue trancá-lo em um galpão e libertar sua irmã e mãe antes que ele fuja.
No final, uma perseguição selvagem se desenvolve para longe de casa. Iman finalmente pega Najmeh, e seus gritos levam Sana e Rezvan até eles. Sana levanta sua arma para seu pai, mas ela hesita em atirar. Quando seu pai se move em sua direção, ela entra em pânico e atira no chão abaixo dele. O chão desaba e Iman cai para sua suposta morte.
O filme termina com imagens capturadas em celulares mostrando mulheres protestando orgulhosamente nas ruas de Teerã.

## Elenco
- Soheila Golestani como Najmeh
- Missagh Zareh como Iman
- Mahsa Rostami como Rezvan
- Setareh Maleki como Sana
- Nousha Akhshi como Sadaf
- Amineh Mazrouie Arani como mulher no carro
- Reza Akhlaghirad como Ghaderi
- Shiva Ordooie como Fateme

## Antecedentes

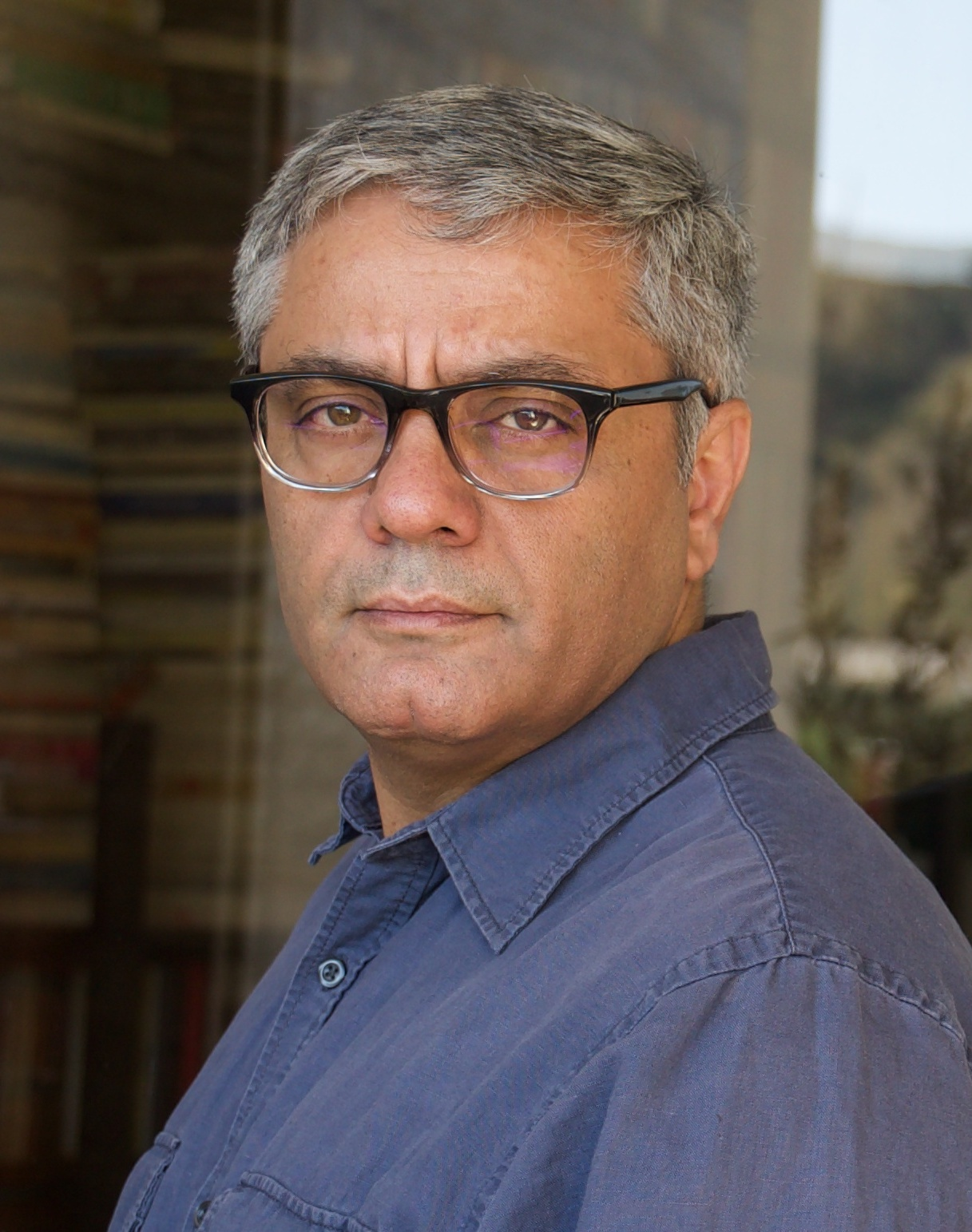
O diretor Mohammad Rasoulof.

No passado, o diretor Mohammad Rasoulof violou repetidamente as regulamentações de censura iranianas com seus filmes e recebeu três sentenças de prisão, bem como proibições de trabalhar e deixar o país. Em 2020, seu filme "Sheytân vojūd nadârad" ganhou o prêmio principal no 70.º Festival Internacional de Cinema de Berlim, onde foi concedido em sua ausência.
Rasoulof estava originalmente programado para participar do Festival de Cinema de Cannes de 2023 como membro do júri da seção Un Certain Regard. No entanto, ele foi preso em julho de 2022 após criticar a repressão do governo aos manifestantes na cidade de Abadan, no sudoeste, por causa de um desabamento mortal de um prédio. Ele foi temporariamente libertado da prisão em fevereiro de 2023 devido à sua saúde. Rasoulof foi posteriormente perdoado e condenado a um ano de prisão e uma proibição de dois anos de deixar o Irã por "propaganda contra o regime".
Após o anúncio da seleção de Cannes, as autoridades iranianas interrogaram o elenco e a equipe, proibiram-nos de deixar o país e pressionaram-nos a convencer Rasoulof a retirar o filme da programação do festival. Em 8 de maio de 2024, o advogado de Rasoulof anunciou que o diretor foi condenado a oito anos de prisão, além de açoites, multa e confisco de seus bens.
Pouco depois, Rasoulof e alguns membros da equipe conseguiram fugir do Irã para a Europa. Rasoulof descreveu sua fuga de 28 dias do Irã como uma "jornada exaustiva, longa, complicada e angustiante". Ele viajou a pé entre as aldeias da fronteira, chegando finalmente a uma cidade com um consulado alemão que o identificou usando suas impressões digitais e emitiu um documento de viagem temporário que ele usou para viajar para a Alemanha. Rasoulof e o elenco e a equipe compareceram ao tapete vermelho do filme em Cannes em 24 de maio de 2024. Durante sua aparição, ele segurou duas fotos exibindo os atores Soheila Golestani e Missagh Zareh, ambos incapazes de deixar o Irã.

## Produção
"Dāne-ye anjīr-e ma'ābed" é a décima obra de direção de Mohammad Rasoulof. O título se refere a uma espécie de figueira que se espalha "enrolando-se em outra árvore e eventualmente estrangulando-a". Isso foi visto como um símbolo do regime teocrático no Irã. Rasoulof escreveu o roteiro e escalou Missagh Zareh e Soheila Golestani para os papéis principais do casal leal ao regime Iman e Najmeh, respectivamente. Golestani fez campanha contra o uso do hijab durante os protestos e foi presa por isso. Rasoulof escalou Mahsa Rostami e Setareh Malek para os papéis das filhas Rezvan e Sana, respectivamente.
As filmagens de "Dāne-ye anjīr-e ma'ābed" ocorreram em segredo e duraram cerca de 70 dias, do final de dezembro de 2023 a março de 2024. O próprio Rasoulof as descreveu como "difíceis". Ele só conseguia filmar por alguns dias de cada vez e depois tinha que fazer pausas. Rasoulof trabalhou com o diretor de fotografia Pooyan Aghababaei. O diretor afirmou que estava no meio das filmagens quando soube de sua nova sentença de prisão. Rasoulof contava com o processo de apelação para levar muito tempo para revisar seu caso. Além disso, esse período na primavera coincidiu com as celebrações do Nowruz (Ano Novo) no Irã, que duraram duas semanas. Na verdade, Rasoulof conseguiu terminar seu filme até o final das férias. Depois que o tribunal de apelações confirmou o veredito, ele teve duas horas para decidir se permaneceria no Irã e se renderia à prisão ou fugiria. Ele deixou todos os seus dispositivos eletrônicos em casa e fugiu para um lugar seguro antes de cruzar a fronteira iraniana a pé.

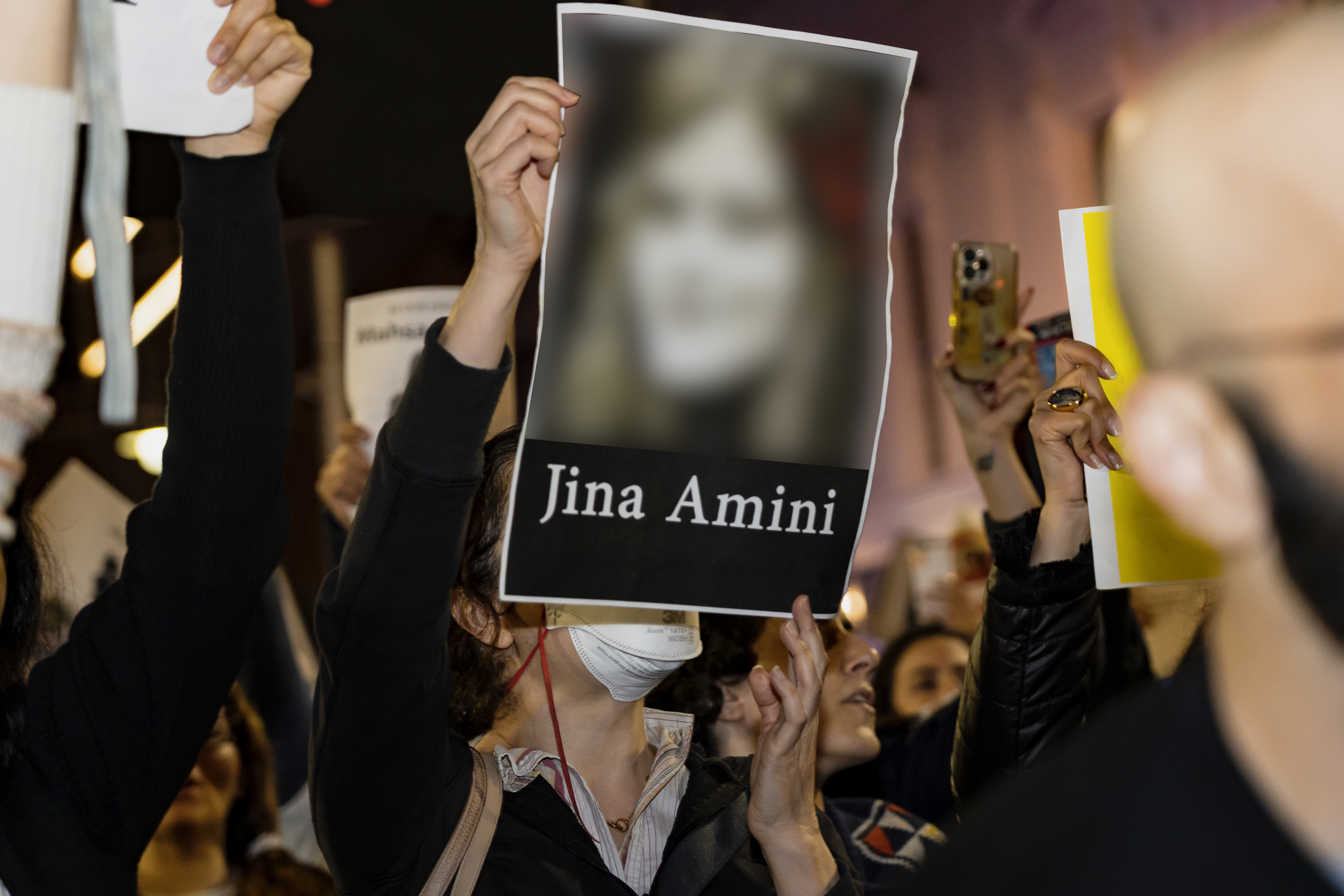
Cartaz com retrato de Mahsa Amini em uma manifestação de solidariedade em Melbourne, Austrália (2022).

A filmagem foi contrabandeada do Irã para Hamburgo, onde foi editada por Andrew Bird, com quem Rasoulof havia trabalhado anteriormente. A pós-produção ocorreu na Alemanha. Entre as cenas fictícias do filme, Bird adicionou imagens reais dos protestos políticos após a morte da mulher curda iraniana Mahsa Amini sob custódia policial em Teerã em 16 de setembro de 2022. A versão final de 168 minutos mostra vídeos reais e explícitos da internet com imagens das manifestações e da repressão violenta pelas autoridades.
Rasoulof produziu o filme junto com Amin Sadraei, Mani Tilgner, Rozita Hendijanian e Jean-Christophe Simon. As produtoras envolvidas foram a Run Way Pictures da Alemanha e a Parallel45 da França. Foi coproduzido pela Arte France Cinéma com o apoio da MOIN Filmförderung Hamburg Schleswig-Holstein. A empresa Films Boutique, sediada em Berlim, está lidando com os direitos de vendas mundiais.

## Lançamento

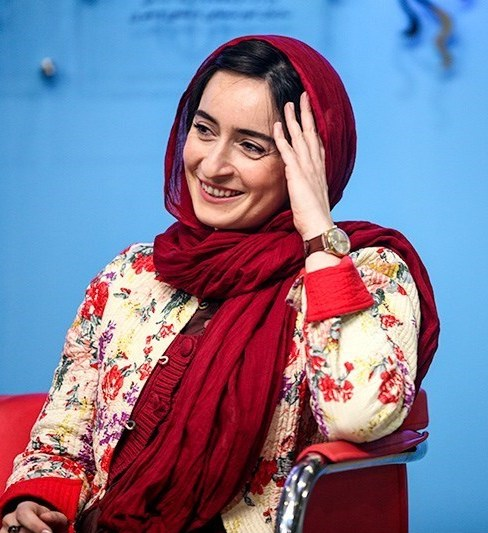
A atriz principal Soheila Golestani não pôde comparecer à estreia em Cannes.

"Dāne-ye anjīr-e ma'ābed" foi selecionado para competir pela Palma de Ouro no Festival de Cinema de Cannes de 2024, onde teve sua estreia mundial em 24 de maio de 2024, e recebeu um prêmio especial do júri, uma designação adicional atrás dos principais prêmios do júri de Palma de Ouro, Grande Prêmio e Prêmio do Júri. O filme recebeu uma ovação de pé com relatos de que durou 12 minutos ou 15 minutos. Antes de sua exibição, a Neon adquiriu os direitos de distribuição do filme na América do Norte, planejando lançá-lo ainda naquele ano. Após a estreia do filme, a Lionsgate adquiriu os direitos de distribuição para o Reino Unido e Irlanda.
O filme estreou na América do Norte no 51.º Festival de Cinema de Telluride. Também foi exibido na seção Centrepiece do Festival Internacional de Cinema de Toronto de 2024, bem como na seção Main Slate do 62.º Festival de Cinema de Nova York. A Pyramide Distribution lançou o filme nos cinemas na França em 18 de setembro de 2024, sob o título "Les Graines du figuier sauvage". A Alamode Film distribuiu o filme na Alemanha em 26 de dezembro de 2024, sob o título "Die Saat des heiligen Feigenbaums".
No Brasil, o filme recebeu uma distribuição limitada nos cinemas em 9 de janeiro de 2025, pouco tempo depois, em 21 de fevereiro fo mesmo ano o filme chegou ao catalogo do Telecine; em Portugal, a produção foi lançada nos cinemas em 30 de janeiro de 2025.

## Recepção

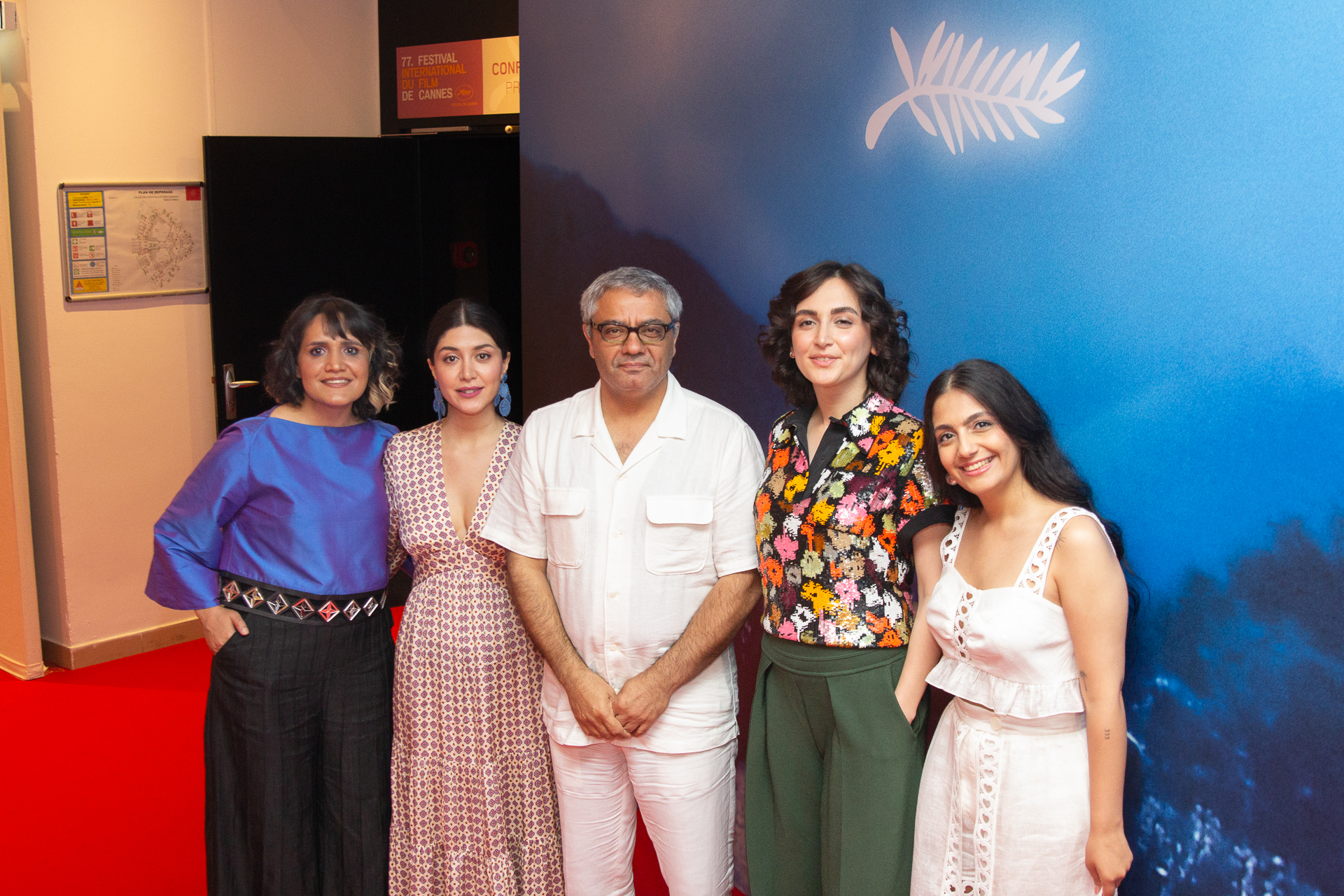
Rasoulof com parte do elenco em Cannes.

No site agregador de críticas Rotten Tomatoes, 94% das 79 resenhas dos críticos são positivas, com uma classificação média de 8,2/10. O consenso do site diz: "Uma acusação contundente de governo opressivo, seja de uma nação ou de uma casa, Dāne-ye anjīr-e ma'ābed funciona tanto como um drama convincente quanto como uma declaração política poderosa". O Metacritic, que usa uma média ponderada, atribuiu ao filme uma pontuação de 85 em 100, baseado em 24 críticos, indicando "aclamação universal". No AlloCiné, o filme recebeu uma classificação média de 4,4/5, com base em 39 resenhas de críticos franceses.

## Prêmios e indicações
| Prêmio                 | Data da cerimônia      | Categoria                          | Indicado(s)                | Resultado | Ref.   |
| ---------------------- | ---------------------- | ---------------------------------- | -------------------------- | --------- | ------ |
| Globo de Ouro          | 5 de janeiro de 2025   | Melhor Filme Em Língua Estrangeira | A Semente do Fruto Sagrado | Indicado  | [ 34 ] |
| Critics' Choice Awards | 7 de fevereiro de 2025 | Melhor Filme Estrangeiro           | A Semente do Fruto Sagrado | Indicado  | [ 35 ] |
| Oscar                  | 2 de março de 2025     | Melhor Filme Internacional         | A Semente do Fruto Sagrado | Indicado  | [ 36 ] |
| Asian Film Awards      | 16 de março de 2025    | Melhor Roteiro                     | Mohammad Rasoulof          | Venceu    | [ 37 ] |